# Hécatomnos
Ne doit pas être confondu avec Hécatomnos (athlète).
Hécatomnos (grec ancien : Ἑκατόμνος / Hekatómnos) est satrape de Carie de 395-391 à 377 av. J.-C. Il institua une dynastie dont il est l’éponyme, les Hécatomnides qui régnèrent sur la Carie jusqu’à la conquête d'Alexandre le Grand en 334 av. J.-C.

## Biographie
Hécatomnos aurait été nommé navarque et satrape de Carie par le roi de Perse, Artaxerxès II, pour commander ses forces navales dans sa guerre contre le roi de Salamine de Chypre, Évagoras (410-374 av. J.-C.). Selon Diodore de Sicile, il serait, dans un premier temps, passé à Chypre avec une armée considérable. Les opérations traînaient en longueur. Hécatomnos prit ses distances avec la Perse, de sorte qu’à la reprise des hostilités, non seulement il n’aida pas les Perses mais il soutint secrètement Évagoras en lui versant d’importantes sommes d’argent pour payer des troupes de mercenaires,. Il semble que cette trahison soit passée inaperçue puisque Hécatomnos se maintint à son poste en Carie instituant une dynastie héréditaire.

## Les Hécatomnides
Natif de Mylasa, Hécatomnos en a fait sa capitale. Il a fait frapper des monnaies à l’effigie de Zeus Labrandéen dont le temple se trouvait à Labranda. Hécatomnos est mort en 377 av. J.-C., son fils Mausole lui a succédé. Il est le père de trois fils et deux filles :
- Mausole ♂ (règne 377-353 av. J.-C.)
- Artémise ♀ épousa son frère Mausole et lui succéda (règne 353-351 av. J.-C.)
- Idrieus ♂ succéda à sa sœur Artémise (règne 351- 344 av. J.-C.)
- Ada ♀ épousa son frère Idrieus et lui succéda (règne 344-340 et 334 av. J.-C.)
- Pixodaros ♂ détrôna sa sœur Ada (règne 340-334 av. J.-C.)

Il est important de rappeler que le titre même de satrape de Carie est encore largement discuté parmi les historiens. En effet, les Hécatomnides ne sont jamais mentionnés comme tels par les sources littéraires. Cependant, huit inscriptions, d'origine carienne et lycienne, nous apprennent que les dynastes de Carie se donnaient le titre de satrape. Thierry Petit suggère que, malgré le fait que la dynastie fut maître de vastes territoires (incluant donc la Carie, mais aussi la Lycie, la Ionie méridionale et certaines îles) elle ne pouvait prétendre à la dignité de satrape. Toutefois, « il n'est pas impossible » - continue l'historien - « que le pouvoir achéménide ait accordé licence aux dynastes cariens d'utiliser ce titre dans des inscriptions de portée locale, mais, plus probablement, il choisit d'ignorer cet emprunt indu, en des temps troublés où la fidélité des princes vassaux importait plus que le respect formaliste de la hiérarchie impériale ». La conquête d’Alexandre le Grand interrompit le règne de Pixodaros qui restaura Ada sur le trône.